# سیارک ۴۴۲۸
سیارک ۴۴۲۸ (به انگلیسی: 4428 Khotinok، نامگذاری:1977SN) چهار هزار و چهارصد و بیست و هشتمین سیارک کشف شده‌است که در ۱۸ سپتامبر ۱۹۷۷ کشف شد.
قدر مطلق سیارک برابر ۱۳٫۲۰ است.